# Carl Neuburger (Bankier)
Carl Neuburger (geboren 30. Dezember 1850 in Marklissa, Schlesien; gestorben 24. Januar 1930 in Berlin) war ein deutscher Bankier und Gründer des gleichnamigen Bankhauses.

## Leben
Carl Neuburger gründete seinen Bankbetrieb im Jahr 1878 und erweiterte ihn um verschiedene Filialen und Depositenkassen. Zudem betrieb er einen umfangreichen Effektenhandel und konkurrierte auch auf verschiedenen anderen Tätigkeitsfeldern erfolgreich mit den Großbanken. In Berliner Börsenkreisen galt er als gerissener Aktien- und Grundstücksspekulant. Gemeinsam mit der Verwaltung des Fürsten Max Egon II. zu Fürstenberg betrieb Neuburger ab 1902 mehrere Spekulationskonsortien, die ihre Mittel vom Donaueschinger Fürstenhaus bezogen. Spekulationsobjekte waren u. a. die Aktien der Allgemeinen Berliner Omnibus AG (ABOAG), deren Geschäftspolitik Carl Neuburger als Vorsitzender des Aufsichtsrats wesentlich mitbestimmte.
Als Ende 1905 die seit 1901 anhaltende Börsenkonjunktur einbrach, geriet Neuburger in finanzielle Probleme, die er durch einen Millionenkredit des Berliner Bankhauses S. Bleichröder kurzfristig lösen konnte. Da sich Neuburger bald mit Bleichröder über den Kurs der ABOAG überwarf, kam er im Herbst 1906 erneut unter Druck. Mit der drohenden Insolvenz Neuburgers gerieten auch die Millioneninvestitionen des Fürsten Max Egon II. in die gemeinschaftlichen Spekulationskosortien in Gefahr. Um sein Geld zu retten, kaufte der Fürst seinem Compagnon Neuburger im November 1906 ein umfangreiches Aktienportfolio sowie Grundbesitz und Hypothekenforderungen ab. Der Kaufpreis betrug fast 10 Mio. Mark. 1907 folgten weitere Aktien- und Grundstücksverkäufe Neuburgers an Max Egon II. und die Berliner Handelsvereinigung AG.
Die gemeinsam vom Fürsten zu Fürstenberg und dem Fürsten Hohenlohe unterhaltene Handelsvereinigung AG, die seinerzeit als „Fürstentrust“ bezeichnet wurde, erwarb durch den Kauf von Neuburgers Aktien ein umfangreiches Portfolio aus Effekten, dem sie später Hotels und Handelsgeschäfte, Bauunternehmen und Schifffahrtsinteressen, Beteiligungen und Verkehrsunternehmungen hinzufügte. Da Neuburger die von ihm 1907 und 1908 abgestoßenen Aktien in früheren Jahren zu teils höheren Kursen auf Kredit gekauft hatte, wurden seine finanziellen Probleme nur teilweise gelöst. Weitere Verluste entstanden ihm aus seinem Besitz an Aktien der Berliner Passagebau AG, die zwischen 1907 und 1908 das hochdefizitäre Kaufhaus „Friedrichstraßen-Passage“ projektierte. 1908 wandelte Neuburger seine Bank von einer Einzelfirma in eine Kommanditgesellschaft auf Aktien um, konnte an seine früheren Erfolge aber nicht wieder anknüpfen. Als 1914 die Handelsvereinigung AG zusammenbrach, wurde sie von der Deutschen Bank abgewickelt. Eine Klage von Neuburgers Bank verlief erfolglos. Ihr Eigentümer soll die Gründe für sein Scheitern nicht verstanden haben, stattdessen die kritische Berichterstattung der Presse für seinen Misserfolg verantwortlich gemacht haben. Tatsächlich aber lag der Grund seines Niedergangs in seinen riskanten Spekulationsgeschäften.
Zuletzt wirkte Neuburger in der Firma Deutsche Versicherungsstelle GmbH. Er verstarb mit 79 Jahren am 24. Januar 1930 in seiner Wohnung in Berlin-Charlottenburg. Seit dem 5. Oktober 1882 war er mit Margarete geb. Kollrepp verheiratet.